# Bill Hudson
William Louis Hudson Jr. (Portland, Oregón, 17 de octubre de 1949) es un músico y actor estadounidense, conocido por ser el cantante de The Hudson Brothers, una agrupación formada en 1965 con sus dos hermanos menores, Brett y Mark. Más adelante inició una breve carrera como actor, realizando papeles de reparto en producciones como Zero to Sixty (1978), Kiss Meets the Phantom of the Park (1978), Hysterical (1983) y Big Shots (1987). Interpretó un papel recurrente en la serie de televisión Doogie Howser, M.D.
Estuvo casado con la actriz Goldie Hawn y es el padre de los actores Kate y Oliver Hudson.

## Filmografía destacada

### Cine y televisión
| Año       | Título                                 | Papel                     | Notas       |
| --------- | -------------------------------------- | ------------------------- | ----------- |
| 1978      | Zero to Sixty                          | Eddie                     |             |
| 1978      | Kiss Meets the Phantom of the Park     |                           |             |
| 1978      | The Millionaire                        | Eddie Reardon             | Telefilme   |
| 1980      | The Love Boat                          | Dr. Louis DaCosta         | 1 episodio  |
| 1983      | Hysterical                             | Frederic Lansing / Casper |             |
| 1986      | Walt Disney's Wonderful World of Color | Tom Burke                 | 1 episodio  |
| 1987      | Big Shots                              | Sr. Dawkins               |             |
| 1989–1992 | Doogie Howser, M.D.                    | Michael Plenn             | 3 episodios |